# Tour de Luxembourg 2020
Le Tour de Luxembourg 2020 est la 80e édition de cette course cycliste masculine sur route. Il a lieu du 15 au 19 septembre 2020 au Luxembourg. Il se déroule en cinq étapes entre Luxembourg-ville et Luxembourg sur un parcours de 716,5 km et fait partie du calendrier UCI Europe Tour 2019 en catégorie 2.Pro.
En raison de la pandémie de Covid-19, la course cycliste n'a pas lieu au mois de juin comme à l'accoutumée. Malgré une interruption de quatre mois, l'épreuve est tout de même maintenue pour le mois de septembre. 
Diego Ulissi, de l'équipe UAE Emirates, remporte cette édition ainsi que deux des cinq étapes.

## Équipes
Vingt-trois équipes participent à ce Tour de Luxembourg.
| WorldTeams (8)- AG2R La Mondiale - Astana - Bahrain McLaren - Groupama-FDJ - Lotto Soudal - NTT Pro Cycling - Trek-Segafredo - UAE Team Emirates ProTeams (12)- Alpecin-Fenix - Bardiani CSF Faizanè - Bingoal-Wallonie Bruxelles - Burgos-BH - Caja Rural-Seguros RGA - Circus-Wanty Gobert - Nippo Delko One Provence - Riwal Securitas - Sport Vlaanderen-Baloise - Arkéa-Samsic - Uno-X Pro Cycling Team - Vini Zabù-KTM Équipes continentales (3)- Leopard - Natura4Ever-Roubaix Lille Métropole - Vorarlberg Santic |
| |

## Étapes
| Étape     | Date     | Villes étapes           | type            | Distance (km) | Vainqueur d'étape | Leader du classement général |
| --------- | -------- | ----------------------- | --------------- | ------------- | ----------------- | ---------------------------- |
| 1re étape | 15 sept. | Luxembourg – Luxembourg | étape vallonnée | 133,5         | Diego Ulissi      | Diego Ulissi                 |
| 2e étape  | 16 sept. | Remich – Hesperange     | étape vallonnée | 40,7          | Arnaud Démare     | Diego Ulissi                 |
| 3e étape  | 17 sept. | Rosport – Schifflange   | étape vallonnée | 164,3         | John Degenkolb    | Eduard-Michael Grosu         |
| 4e étape  | 18 sept. | Rodange – Differdange   | étape vallonnée | 201           | Diego Ulissi      | Diego Ulissi                 |
| 5e étape  | 19 sept. | Mersch – Luxembourg     | étape vallonnée | 177           | Andreas Kron      | Diego Ulissi                 |

## Déroulement de la course

### 1reétape
| \| Classement de l'étape \| Classement de l'étape \| Classement de l'étape \| Classement de l'étape \| Classement de l'étape \| \| Coureur \| Coureur \| Pays \| Équipe \| Temps \| \| --------------------- \| --------------------- \| --------------------- \| ------------------------ \| --------------------- \| \| 1er \| Diego Ulissi \| Italie \| UAE Team Emirates \| 3 h 13 min 15 s \| \| 2e \| Amaury Capiot \| Belgique \| Sport Vlaanderen-Baloise \| + 0 s \| \| 3e \| Eduard-Michael Grosu \| Roumanie \| Nippo-Delko One Provence \| + 0 s \| \| 4e \| Jon Aberasturi \| Espagne \| Caja Rural-Seguros RGA \| + 0 s \| \| 5e \| Jasper Philipsen \| Belgique \| UAE Team Emirates \| + 0 s \| \| 6e \| Rui Oliveira \| Portugal \| UAE Team Emirates \| + 0 s \| \| 7e \| Alexander Krieger \| Allemagne \| Alpecin-Fenix \| + 0 s \| \| 8e \| Eros Capecchi \| Italie \| Bahrain McLaren \| + 0 s \| \| 9e \| Markus Hoelgaard \| Norvège \| Uno-X Pro Cycling Team \| + 0 s \| \| 10e \| Jordi Warlop \| Belgique \| Sport Vlaanderen-Baloise \| + 0 s \| |                      |           |                          |                 |
| |                      |           |                          |                 |
| Source : ProCyclingStats |                      |           |                          |                 |
| Classement de l'étape |                      |           |                          |                 |
| Coureur | Coureur              | Pays      | Équipe                   | Temps           |
| 1er | Diego Ulissi         | Italie    | UAE Team Emirates        | 3 h 13 min 15 s |
| 2e | Amaury Capiot        | Belgique  | Sport Vlaanderen-Baloise | + 0 s           |
| 3e | Eduard-Michael Grosu | Roumanie  | Nippo-Delko One Provence | + 0 s           |
| 4e | Jon Aberasturi       | Espagne   | Caja Rural-Seguros RGA   | + 0 s           |
| 5e | Jasper Philipsen     | Belgique  | UAE Team Emirates        | + 0 s           |
| 6e | Rui Oliveira         | Portugal  | UAE Team Emirates        | + 0 s           |
| 7e | Alexander Krieger    | Allemagne | Alpecin-Fenix            | + 0 s           |
| 8e | Eros Capecchi        | Italie    | Bahrain McLaren          | + 0 s           |
| 9e | Markus Hoelgaard     | Norvège   | Uno-X Pro Cycling Team   | + 0 s           |
| 10e | Jordi Warlop         | Belgique  | Sport Vlaanderen-Baloise | + 0 s           |

| \| Classement général \| Classement général \| Classement général \| Classement général \| Classement général \| \| Coureur \| Coureur \| Pays \| Équipe \| Temps \| \| ------------------ \| -------------------- \| ------------------ \| ------------------------ \| ------------------ \| \| 1er \| Diego Ulissi \| Italie \| UAE Team Emirates \| 3 h 13 min 02 s \| \| 2e \| Amaury Capiot \| Belgique \| Sport Vlaanderen-Baloise \| + 7 s \| \| 3e \| Eduard-Michael Grosu \| Roumanie \| Nippo-Delko One Provence \| + 7 s \| \| 4e \| Petr Vakoč \| Tchéquie \| Alpecin-Fenix \| + 12 s \| \| 5e \| Jon Aberasturi \| Espagne \| Caja Rural-Seguros RGA \| + 13 s \| \| 6e \| Jasper Philipsen \| Belgique \| UAE Team Emirates \| + 13 s \| \| 7e \| Rui Oliveira \| Portugal \| UAE Team Emirates \| + 13 s \| \| 8e \| Alexander Krieger \| Allemagne \| Alpecin-Fenix \| + 13 s \| \| 9e \| Eros Capecchi \| Italie \| Bahrain McLaren \| + 13 s \| \| 10e \| Markus Hoelgaard \| Norvège \| Uno-X Pro Cycling Team \| + 13 s \| |                      |           |                          |                 |
| |                      |           |                          |                 |
| Source : ProCyclingStats |                      |           |                          |                 |
| Classement général |                      |           |                          |                 |
| Coureur | Coureur              | Pays      | Équipe                   | Temps           |
| 1er | Diego Ulissi         | Italie    | UAE Team Emirates        | 3 h 13 min 02 s |
| 2e | Amaury Capiot        | Belgique  | Sport Vlaanderen-Baloise | + 7 s           |
| 3e | Eduard-Michael Grosu | Roumanie  | Nippo-Delko One Provence | + 7 s           |
| 4e | Petr Vakoč           | Tchéquie  | Alpecin-Fenix            | + 12 s          |
| 5e | Jon Aberasturi       | Espagne   | Caja Rural-Seguros RGA   | + 13 s          |
| 6e | Jasper Philipsen     | Belgique  | UAE Team Emirates        | + 13 s          |
| 7e | Rui Oliveira         | Portugal  | UAE Team Emirates        | + 13 s          |
| 8e | Alexander Krieger    | Allemagne | Alpecin-Fenix            | + 13 s          |
| 9e | Eros Capecchi        | Italie    | Bahrain McLaren          | + 13 s          |
| 10e | Markus Hoelgaard     | Norvège   | Uno-X Pro Cycling Team   | + 13 s          |

### 2eétape
| \| Classement de l'étape \| Classement de l'étape \| Classement de l'étape \| Classement de l'étape \| Classement de l'étape \| \| Coureur \| Coureur \| Pays \| Équipe \| Temps \| \| --------------------- \| --------------------------- \| --------------------- \| ------------------------ \| --------------------- \| \| 1er \| Arnaud Démare \| France \| Groupama-FDJ \| 50 min 06 s \| \| 2e \| Jasper Philipsen \| Belgique \| UAE Team Emirates \| + 0 s \| \| 3e \| Alexander Krieger \| Allemagne \| Alpecin-Fenix \| + 0 s \| \| 4e \| Jordi Warlop \| Belgique \| Sport Vlaanderen-Baloise \| + 0 s \| \| 5e \| Amaury Capiot \| Belgique \| Sport Vlaanderen-Baloise \| + 0 s \| \| 6e \| Jacopo Guarnieri \| Italie \| Groupama-FDJ \| + 0 s \| \| 7e \| Eduard-Michael Grosu \| Roumanie \| Nippo-Delko One Provence \| + 0 s \| \| 8e \| Rui Oliveira \| Portugal \| UAE Team Emirates \| + 0 s \| \| 9e \| Martijn Budding \| Pays-Bas \| Riwal Securitas \| + 0 s \| \| 10e \| Reinardt Janse van Rensburg \| Afrique du Sud \| NTT Pro Cycling \| + 0 s \| |                             |                |                          |             |
| |                             |                |                          |             |
| Source : ProCyclingStats |                             |                |                          |             |
| Classement de l'étape |                             |                |                          |             |
| Coureur | Coureur                     | Pays           | Équipe                   | Temps       |
| 1er | Arnaud Démare               | France         | Groupama-FDJ             | 50 min 06 s |
| 2e | Jasper Philipsen            | Belgique       | UAE Team Emirates        | + 0 s       |
| 3e | Alexander Krieger           | Allemagne      | Alpecin-Fenix            | + 0 s       |
| 4e | Jordi Warlop                | Belgique       | Sport Vlaanderen-Baloise | + 0 s       |
| 5e | Amaury Capiot               | Belgique       | Sport Vlaanderen-Baloise | + 0 s       |
| 6e | Jacopo Guarnieri            | Italie         | Groupama-FDJ             | + 0 s       |
| 7e | Eduard-Michael Grosu        | Roumanie       | Nippo-Delko One Provence | + 0 s       |
| 8e | Rui Oliveira                | Portugal       | UAE Team Emirates        | + 0 s       |
| 9e | Martijn Budding             | Pays-Bas       | Riwal Securitas          | + 0 s       |
| 10e | Reinardt Janse van Rensburg | Afrique du Sud | NTT Pro Cycling          | + 0 s       |

| \| Classement général \| Classement général \| Classement général \| Classement général \| Classement général \| \| Coureur \| Coureur \| Pays \| Équipe \| Temps \| \| ------------------ \| --------------------------- \| ------------------ \| ------------------------ \| ------------------ \| \| 1er \| Diego Ulissi \| Italie \| UAE Team Emirates \| 4 h 03 min 11 s \| \| 2e \| Jasper Philipsen \| Belgique \| UAE Team Emirates \| + 4 s \| \| 3e \| Amaury Capiot \| Belgique \| Sport Vlaanderen-Baloise \| + 4 s \| \| 4e \| Eduard-Michael Grosu \| Roumanie \| Nippo-Delko One Provence \| + 4 s \| \| 5e \| Alexander Krieger \| Allemagne \| Alpecin-Fenix \| + 6 s \| \| 6e \| Rui Oliveira \| Portugal \| UAE Team Emirates \| + 7 s \| \| 7e \| Jordi Warlop \| Belgique \| Sport Vlaanderen-Baloise \| + 10 s \| \| 8e \| Reinardt Janse van Rensburg \| Afrique du Sud \| NTT Pro Cycling \| + 10 s \| \| 9e \| Petr Vakoč \| Tchéquie \| Alpecin-Fenix \| + 12 s \| \| 10e \| Jon Aberasturi \| Espagne \| Caja Rural-Seguros RGA \| + 13 s \| |                             |                |                          |                 |
| |                             |                |                          |                 |
| Source : ProCyclingStats |                             |                |                          |                 |
| Classement général |                             |                |                          |                 |
| Coureur | Coureur                     | Pays           | Équipe                   | Temps           |
| 1er | Diego Ulissi                | Italie         | UAE Team Emirates        | 4 h 03 min 11 s |
| 2e | Jasper Philipsen            | Belgique       | UAE Team Emirates        | + 4 s           |
| 3e | Amaury Capiot               | Belgique       | Sport Vlaanderen-Baloise | + 4 s           |
| 4e | Eduard-Michael Grosu        | Roumanie       | Nippo-Delko One Provence | + 4 s           |
| 5e | Alexander Krieger           | Allemagne      | Alpecin-Fenix            | + 6 s           |
| 6e | Rui Oliveira                | Portugal       | UAE Team Emirates        | + 7 s           |
| 7e | Jordi Warlop                | Belgique       | Sport Vlaanderen-Baloise | + 10 s          |
| 8e | Reinardt Janse van Rensburg | Afrique du Sud | NTT Pro Cycling          | + 10 s          |
| 9e | Petr Vakoč                  | Tchéquie       | Alpecin-Fenix            | + 12 s          |
| 10e | Jon Aberasturi              | Espagne        | Caja Rural-Seguros RGA   | + 13 s          |

### 3eétape
| \| Classement de l'étape \| Classement de l'étape \| Classement de l'étape \| Classement de l'étape \| Classement de l'étape \| \| Coureur \| Coureur \| Pays \| Équipe \| Temps \| \| --------------------- \| --------------------------- \| --------------------- \| ------------------------ \| --------------------- \| \| 1er \| John Degenkolb \| Allemagne \| Lotto-Soudal \| 3 h 35 min 43 s \| \| 2e \| Eduard-Michael Grosu \| Roumanie \| Nippo-Delko One Provence \| + 0 s \| \| 3e \| Pieter Vanspeybrouck \| Belgique \| Circus-Wanty Gobert \| + 0 s \| \| 4e \| Reinardt Janse van Rensburg \| Afrique du Sud \| NTT Pro Cycling \| + 0 s \| \| 5e \| Yevgeniy Gidich \| Kazakhstan \| Astana \| + 0 s \| \| 6e \| August Jensen \| Norvège \| Riwal Securitas \| + 0 s \| \| 7e \| Amaury Capiot \| Belgique \| Sport Vlaanderen-Baloise \| + 0 s \| \| 8e \| Jordi Warlop \| Belgique \| Sport Vlaanderen-Baloise \| + 0 s \| \| 9e \| Lawrence Naesen \| Belgique \| AG2R La Mondiale \| + 0 s \| \| 10e \| Alexander Krieger \| Allemagne \| Alpecin-Fenix \| + 0 s \| |                             |                |                          |                 |
| |                             |                |                          |                 |
| Source : ProCyclingStats |                             |                |                          |                 |
| Classement de l'étape |                             |                |                          |                 |
| Coureur | Coureur                     | Pays           | Équipe                   | Temps           |
| 1er | John Degenkolb              | Allemagne      | Lotto-Soudal             | 3 h 35 min 43 s |
| 2e | Eduard-Michael Grosu        | Roumanie       | Nippo-Delko One Provence | + 0 s           |
| 3e | Pieter Vanspeybrouck        | Belgique       | Circus-Wanty Gobert      | + 0 s           |
| 4e | Reinardt Janse van Rensburg | Afrique du Sud | NTT Pro Cycling          | + 0 s           |
| 5e | Yevgeniy Gidich             | Kazakhstan     | Astana                   | + 0 s           |
| 6e | August Jensen               | Norvège        | Riwal Securitas          | + 0 s           |
| 7e | Amaury Capiot               | Belgique       | Sport Vlaanderen-Baloise | + 0 s           |
| 8e | Jordi Warlop                | Belgique       | Sport Vlaanderen-Baloise | + 0 s           |
| 9e | Lawrence Naesen             | Belgique       | AG2R La Mondiale         | + 0 s           |
| 10e | Alexander Krieger           | Allemagne      | Alpecin-Fenix            | + 0 s           |

| \| Classement général \| Classement général \| Classement général \| Classement général \| Classement général \| \| Coureur \| Coureur \| Pays \| Équipe \| Temps \| \| ------------------ \| --------------------------- \| ------------------ \| ------------------------ \| ------------------ \| \| 1er \| Eduard-Michael Grosu \| Roumanie \| Nippo-Delko One Provence \| 7 h 38 min 49 s \| \| 2e \| Diego Ulissi \| Italie \| UAE Team Emirates \| + 5 s \| \| 3e \| Amaury Capiot \| Belgique \| Sport Vlaanderen-Baloise \| + 9 s \| \| 4e \| Alexander Krieger \| Allemagne \| Alpecin-Fenix \| + 11 s \| \| 5e \| Vincenzo Albanese \| Italie \| Bardiani CSF Faizanè \| + 12 s \| \| 6e \| Rui Oliveira \| Portugal \| UAE Team Emirates \| + 12 s \| \| 7e \| Jordi Warlop \| Belgique \| Sport Vlaanderen-Baloise \| + 15 s \| \| 8e \| Reinardt Janse van Rensburg \| Afrique du Sud \| NTT Pro Cycling \| + 15 s \| \| 9e \| Tim Wellens \| Belgique \| Lotto-Soudal \| + 16 s \| \| 10e \| Jan Bakelants \| Belgique \| Circus-Wanty Gobert \| + 17 s \| |                             |                |                          |                 |
| |                             |                |                          |                 |
| Source : ProCyclingStats |                             |                |                          |                 |
| Classement général |                             |                |                          |                 |
| Coureur | Coureur                     | Pays           | Équipe                   | Temps           |
| 1er | Eduard-Michael Grosu        | Roumanie       | Nippo-Delko One Provence | 7 h 38 min 49 s |
| 2e | Diego Ulissi                | Italie         | UAE Team Emirates        | + 5 s           |
| 3e | Amaury Capiot               | Belgique       | Sport Vlaanderen-Baloise | + 9 s           |
| 4e | Alexander Krieger           | Allemagne      | Alpecin-Fenix            | + 11 s          |
| 5e | Vincenzo Albanese           | Italie         | Bardiani CSF Faizanè     | + 12 s          |
| 6e | Rui Oliveira                | Portugal       | UAE Team Emirates        | + 12 s          |
| 7e | Jordi Warlop                | Belgique       | Sport Vlaanderen-Baloise | + 15 s          |
| 8e | Reinardt Janse van Rensburg | Afrique du Sud | NTT Pro Cycling          | + 15 s          |
| 9e | Tim Wellens                 | Belgique       | Lotto-Soudal             | + 16 s          |
| 10e | Jan Bakelants               | Belgique       | Circus-Wanty Gobert      | + 17 s          |

### 4eétape
| \| Classement de l'étape \| Classement de l'étape \| Classement de l'étape \| Classement de l'étape \| Classement de l'étape \| \| Coureur \| Coureur \| Pays \| Équipe \| Temps \| \| --------------------- \| ---------------------- \| --------------------- \| ---------------------- \| --------------------- \| \| 1er \| Diego Ulissi \| Italie \| UAE Team Emirates \| 4 h 45 min 23 s \| \| 2e \| Aimé De Gendt \| Belgique \| Circus-Wanty Gobert \| + 0 s \| \| 3e \| Markus Hoelgaard \| Norvège \| Uno-X Pro Cycling Team \| + 0 s \| \| 4e \| Tim Wellens \| Belgique \| Lotto-Soudal \| + 0 s \| \| 5e \| Alexander Krieger \| Allemagne \| Alpecin-Fenix \| + 15 s \| \| 6e \| Jan Bakelants \| Belgique \| Circus-Wanty Gobert \| + 15 s \| \| 7e \| Mauro Schmid \| Suisse \| Leopard Pro Cycling \| + 15 s \| \| 8e \| Vadim Pronskiy \| Kazakhstan \| Astana \| + 15 s \| \| 9e \| Aurélien Paret-Peintre \| France \| AG2R La Mondiale \| + 15 s \| \| 10e \| Andreas Kron \| Danemark \| Riwal Securitas \| + 15 s \| |                        |            |                        |                 |
| |                        |            |                        |                 |
| Source : ProCyclingStats |                        |            |                        |                 |
| Classement de l'étape |                        |            |                        |                 |
| Coureur | Coureur                | Pays       | Équipe                 | Temps           |
| 1er | Diego Ulissi           | Italie     | UAE Team Emirates      | 4 h 45 min 23 s |
| 2e | Aimé De Gendt          | Belgique   | Circus-Wanty Gobert    | + 0 s           |
| 3e | Markus Hoelgaard       | Norvège    | Uno-X Pro Cycling Team | + 0 s           |
| 4e | Tim Wellens            | Belgique   | Lotto-Soudal           | + 0 s           |
| 5e | Alexander Krieger      | Allemagne  | Alpecin-Fenix          | + 15 s          |
| 6e | Jan Bakelants          | Belgique   | Circus-Wanty Gobert    | + 15 s          |
| 7e | Mauro Schmid           | Suisse     | Leopard Pro Cycling    | + 15 s          |
| 8e | Vadim Pronskiy         | Kazakhstan | Astana                 | + 15 s          |
| 9e | Aurélien Paret-Peintre | France     | AG2R La Mondiale       | + 15 s          |
| 10e | Andreas Kron           | Danemark   | Riwal Securitas        | + 15 s          |

| \| Classement général \| Classement général \| Classement général \| Classement général \| Classement général \| \| Coureur \| Coureur \| Pays \| Équipe \| Temps \| \| ------------------ \| ---------------------- \| ------------------ \| ---------------------- \| ------------------ \| \| 1er \| Diego Ulissi \| Italie \| UAE Team Emirates \| 12 h 24 min 07 s \| \| 2e \| Aimé De Gendt \| Belgique \| Circus-Wanty Gobert \| + 17 s \| \| 3e \| Markus Hoelgaard \| Norvège \| Uno-X Pro Cycling Team \| + 19 s \| \| 4e \| Tim Wellens \| Belgique \| Lotto-Soudal \| + 21 s \| \| 5e \| Alexander Krieger \| Allemagne \| Alpecin-Fenix \| + 31 s \| \| 6e \| Jan Bakelants \| Belgique \| Circus-Wanty Gobert \| + 34 s \| \| 7e \| Aurélien Paret-Peintre \| France \| AG2R La Mondiale \| + 38 s \| \| 8e \| Clément Champoussin \| France \| AG2R La Mondiale \| + 38 s \| \| 9e \| Mauro Schmid \| Suisse \| Leopard Pro Cycling \| + 38 s \| \| 10e \| Andreas Kron \| Danemark \| Riwal Securitas \| + 38 s \| |                        |           |                        |                  |
| |                        |           |                        |                  |
| Source : ProCyclingStats |                        |           |                        |                  |
| Classement général |                        |           |                        |                  |
| Coureur | Coureur                | Pays      | Équipe                 | Temps            |
| 1er | Diego Ulissi           | Italie    | UAE Team Emirates      | 12 h 24 min 07 s |
| 2e | Aimé De Gendt          | Belgique  | Circus-Wanty Gobert    | + 17 s           |
| 3e | Markus Hoelgaard       | Norvège   | Uno-X Pro Cycling Team | + 19 s           |
| 4e | Tim Wellens            | Belgique  | Lotto-Soudal           | + 21 s           |
| 5e | Alexander Krieger      | Allemagne | Alpecin-Fenix          | + 31 s           |
| 6e | Jan Bakelants          | Belgique  | Circus-Wanty Gobert    | + 34 s           |
| 7e | Aurélien Paret-Peintre | France    | AG2R La Mondiale       | + 38 s           |
| 8e | Clément Champoussin    | France    | AG2R La Mondiale       | + 38 s           |
| 9e | Mauro Schmid           | Suisse    | Leopard Pro Cycling    | + 38 s           |
| 10e | Andreas Kron           | Danemark  | Riwal Securitas        | + 38 s           |

### 5eétape
| \| Classement de l'étape \| Classement de l'étape \| Classement de l'étape \| Classement de l'étape \| Classement de l'étape \| \| Coureur \| Coureur \| Pays \| Équipe \| Temps \| \| --------------------- \| --------------------- \| --------------------- \| ---------------------- \| --------------------- \| \| 1er \| Andreas Kron \| Danemark \| Riwal Securitas \| 4 h 08 min 42 s \| \| 2e \| Diego Ulissi \| Italie \| UAE Team Emirates \| + 0 s \| \| 3e \| Markus Hoelgaard \| Norvège \| Uno-X Pro Cycling Team \| + 0 s \| \| 4e \| Jan Bakelants \| Belgique \| Circus-Wanty Gobert \| + 0 s \| \| 5e \| Petr Vakoč \| Tchéquie \| Alpecin-Fenix \| + 0 s \| \| 6e \| Clément Champoussin \| France \| AG2R La Mondiale \| + 0 s \| \| 7e \| Aimé De Gendt \| Belgique \| Circus-Wanty Gobert \| + 0 s \| \| 8e \| Franck Bonnamour \| France \| Arkéa-Samsic \| + 6 s \| \| 9e \| Alexander Krieger \| Allemagne \| Alpecin-Fenix \| + 6 s \| \| 10e \| Romain Hardy \| France \| Arkéa-Samsic \| + 6 s \| |                     |           |                        |                 |
| |                     |           |                        |                 |
| Source : ProCyclingStats |                     |           |                        |                 |
| Classement de l'étape |                     |           |                        |                 |
| Coureur | Coureur             | Pays      | Équipe                 | Temps           |
| 1er | Andreas Kron        | Danemark  | Riwal Securitas        | 4 h 08 min 42 s |
| 2e | Diego Ulissi        | Italie    | UAE Team Emirates      | + 0 s           |
| 3e | Markus Hoelgaard    | Norvège   | Uno-X Pro Cycling Team | + 0 s           |
| 4e | Jan Bakelants       | Belgique  | Circus-Wanty Gobert    | + 0 s           |
| 5e | Petr Vakoč          | Tchéquie  | Alpecin-Fenix          | + 0 s           |
| 6e | Clément Champoussin | France    | AG2R La Mondiale       | + 0 s           |
| 7e | Aimé De Gendt       | Belgique  | Circus-Wanty Gobert    | + 0 s           |
| 8e | Franck Bonnamour    | France    | Arkéa-Samsic           | + 6 s           |
| 9e | Alexander Krieger   | Allemagne | Alpecin-Fenix          | + 6 s           |
| 10e | Romain Hardy        | France    | Arkéa-Samsic           | + 6 s           |

## Classements finals

### Classement général final
| \| Classement général \| Classement général \| Classement général \| Classement général \| Classement général \| \| Coureur \| Coureur \| Pays \| Équipe \| Temps \| \| ------------------ \| ---------------------- \| ------------------ \| ---------------------- \| ------------------ \| \| 1er \| Diego Ulissi \| Italie \| UAE Team Emirates \| 16 h 32 min 39 s \| \| 2e \| Markus Hoelgaard \| Norvège \| Uno-X Pro Cycling Team \| + 25 s \| \| 3e \| Aimé De Gendt \| Belgique \| Circus-Wanty Gobert \| + 27 s \| \| 4e \| Tim Wellens \| Belgique \| Lotto-Soudal \| + 35 s \| \| 5e \| Andreas Kron \| Danemark \| Riwal Securitas \| + 38 s \| \| 6e \| Jan Bakelants \| Belgique \| Circus-Wanty Gobert \| + 44 s \| \| 7e \| Alexander Krieger \| Allemagne \| Alpecin-Fenix \| + 47 s \| \| 8e \| Clément Champoussin \| France \| AG2R La Mondiale \| + 48 s \| \| 9e \| Petr Vakoč \| Tchéquie \| Alpecin-Fenix \| + 50 s \| \| 10e \| Aurélien Paret-Peintre \| France \| AG2R La Mondiale \| + 54 s \| |                        |           |                        |                  |
| |                        |           |                        |                  |
| Source : ProCyclingStats |                        |           |                        |                  |
| Classement général |                        |           |                        |                  |
| Coureur | Coureur                | Pays      | Équipe                 | Temps            |
| 1er | Diego Ulissi           | Italie    | UAE Team Emirates      | 16 h 32 min 39 s |
| 2e | Markus Hoelgaard       | Norvège   | Uno-X Pro Cycling Team | + 25 s           |
| 3e | Aimé De Gendt          | Belgique  | Circus-Wanty Gobert    | + 27 s           |
| 4e | Tim Wellens            | Belgique  | Lotto-Soudal           | + 35 s           |
| 5e | Andreas Kron           | Danemark  | Riwal Securitas        | + 38 s           |
| 6e | Jan Bakelants          | Belgique  | Circus-Wanty Gobert    | + 44 s           |
| 7e | Alexander Krieger      | Allemagne | Alpecin-Fenix          | + 47 s           |
| 8e | Clément Champoussin    | France    | AG2R La Mondiale       | + 48 s           |
| 9e | Petr Vakoč             | Tchéquie  | Alpecin-Fenix          | + 50 s           |
| 10e | Aurélien Paret-Peintre | France    | AG2R La Mondiale       | + 54 s           |

### Classement de la montagne
| Classement de la montagne | Classement de la montagne | Classement de la montagne | Classement de la montagne  | Classement de la montagne |
| Coureur                   | Coureur                   | Pays                      | Équipe                     | Points                    |
| ------------------------- | ------------------------- | ------------------------- | -------------------------- | ------------------------- |
| 1er                       | Baptiste Planckaert       | Belgique                  | Bingoal-Wallonie Bruxelles | 29 pts                    |
| 2e                        | Ben O'Connor              | Australie                 | NTT Pro Cycling            | 18 pts                    |
| 3e                        | Diego Ulissi              | Italie                    | UAE Team Emirates          | 12 pts                    |
| 4e                        | Santiago Buitrago         | Colombie                  | Bahrain McLaren            | 9 pts                     |
| 5e                        | Clément Champoussin       | France                    | AG2R La Mondiale           | 8 pts                     |
| 6e                        | Xandro Meurisse           | Belgique                  | Circus-Wanty Gobert        | 8 pts                     |
| 7e                        | Etienne van Empel         | Pays-Bas                  | Vini Zabù-KTM              | 8 pts                     |
| 8e                        | François Bidard           | France                    | AG2R La Mondiale           | 7 pts                     |
| 9e                        | Andreas Kron              | Danemark                  | Riwal Securitas            | 7 pts                     |
| 10e                       | Johannes Schinnagel       | Allemagne                 | Team Vorarlberg-Santic     | 7 pts                     |

### Classement par points
| Classement par points | Classement par points | Classement par points | Classement par points    | Classement par points |
| Coureur               | Coureur               | Pays                  | Équipe                   | Points                |
| --------------------- | --------------------- | --------------------- | ------------------------ | --------------------- |
| 1er                   | Diego Ulissi          | Italie                | UAE Team Emirates        | 56 pts                |
| 2e                    | Alexander Krieger     | Allemagne             | Alpecin-Fenix            | 30 pts                |
| 3e                    | Markus Hoelgaard      | Norvège               | Uno-X Pro Cycling Team   | 28 pts                |
| 4e                    | Andreas Kron          | Danemark              | Riwal Securitas          | 21 pts                |
| 5e                    | Aimé De Gendt         | Belgique              | Circus-Wanty Gobert      | 21 pts                |
| 6e                    | John Degenkolb        | Allemagne             | Lotto-Soudal             | 20 pts                |
| 7e                    | Arnaud Démare         | France                | Groupama-FDJ             | 20 pts                |
| 8e                    | Jan Bakelants         | Belgique              | Circus-Wanty Gobert      | 18 pts                |
| 9e                    | Jordi Warlop          | Belgique              | Sport Vlaanderen-Baloise | 15 pts                |
| 10e                   | Pieter Vanspeybrouck  | Belgique              | Circus-Wanty Gobert      | 13 pts                |

### Classement du meilleur jeune
| Classement du meilleur jeune | Classement du meilleur jeune | Classement du meilleur jeune | Classement du meilleur jeune        | Classement du meilleur jeune |
| Coureur                      | Coureur                      | Pays                         | Équipe                              | Temps                        |
| ---------------------------- | ---------------------------- | ---------------------------- | ----------------------------------- | ---------------------------- |
| 1er                          | Andreas Kron                 | Danemark                     | Riwal Securitas                     | 16 h 33 min 17 s             |
| 2e                           | Clément Champoussin          | France                       | AG2R La Mondiale                    | + 10 s                       |
| 3e                           | Aurélien Paret-Peintre       | France                       | AG2R La Mondiale                    | + 16 s                       |
| 4e                           | Mauro Schmid                 | Suisse                       | Leopard Pro Cycling                 | + 21 s                       |
| 5e                           | Vadim Pronskiy               | Kazakhstan                   | Astana                              | + 27 s                       |
| 6e                           | Santiago Buitrago            | Colombie                     | Bahrain McLaren                     | + 1 min 48 s                 |
| 7e                           | Jan Maas                     | Pays-Bas                     | Leopard Pro Cycling                 | + 2 min 35 s                 |
| 8e                           | Ivan Centrone                | Luxembourg                   | Natura4Ever-Roubaix Lille Métropole | + 2 min 42 s                 |
| 9e                           | Jordi Warlop                 | Belgique                     | Sport Vlaanderen-Baloise            | + 2 min 48 s                 |
| 10e                          | Senne Leysen                 | Belgique                     | Alpecin-Fenix                       | + 3 min 02 s                 |

### Classement par équipes
| Classement par équipes | Classement par équipes     | Classement par équipes | Classement par équipes |
| Équipe                 | Équipe                     | Pays                   | Temps                  |
| ---------------------- | -------------------------- | ---------------------- | ---------------------- |
| 1re                    | AG2R La Mondiale           | France                 | 49 h 42 min 17 s       |
| 2e                     | Alpecin-Fenix              | Belgique               | + 1 min 02 s           |
| 3e                     | Circus-Wanty Gobert        | Belgique               | + 3 min 16 s           |
| 4e                     | Lotto Soudal               | Belgique               | + 3 min 27 s           |
| 5e                     | Arkéa-Samsic               | France                 | + 3 min 32 s           |
| 6e                     | Bingoal-Wallonie Bruxelles | Belgique               | + 5 min 32 s           |
| 7e                     | Sport Vlaanderen-Baloise   | Belgique               | + 7 min 37 s           |
| 8e                     | Riwal Securitas            | Danemark               | + 10 min 52 s          |
| 9e                     | NTT Pro Cycling            | Afrique du Sud         | + 10 min 55 s          |
| 10e                    | Astana                     | Kazakhstan             | + 12 min 15 s          |

### Classement UCI
La course attribue des points au Classement mondial UCI 2020 selon le barème suivant.
| Position           | 1er | 2e  | 3e  | 4e  | 5e | 6e | 7e | 8e | 9e | 10e | 11e | 12e | 13e | 14e | 15e | 16e à 30e | 31e à 40e |
| Classement général | 200 | 150 | 125 | 100 | 85 | 70 | 60 | 50 | 40 | 35  | 30  | 25  | 20  | 15  | 10  | 5         | 3         |
| Par étape          | 20  | 10  | 5   |     |    |    |    |    |    |     |     |     |     |     |     |           |           |
| Leader, par étape  | 5   |     |     |     |    |    |    |    |    |     |     |     |     |     |     |           |           |

## Évolution des classements
| Étape              | Vainqueur          | Classement général   | Classement de la montagne | Classement par points | Classement du meilleur jeune | Classement par équipes |
| ------------------ | ------------------ | -------------------- | ------------------------- | --------------------- | ---------------------------- | ---------------------- |
| 1                  | Diego Ulissi       | Diego Ulissi         | Diego Ulissi              | Axel Zingle           | Jasper Philipsen             | UAE Emirates           |
| 2                  | Arnaud Démare      | Diego Ulissi         | Jasper Philipsen          | Axel Zingle           | Jasper Philipsen             | UAE Emirates           |
| 3                  | John Degenkolb     | Eduard-Michael Grosu | Eduard-Michael Grosu      | Baptiste Planckaert   | Vincenzo Albanese            | Riwal Securitas        |
| 4                  | Diego Ulissi       | Diego Ulissi         | Diego Ulissi              | Sergio Román Martín   | Aurélien Paret-Peintre       | Circus-Wanty Gobert    |
| 5                  | Andreas Kron       | Diego Ulissi         | Diego Ulissi              | Baptiste Planckaert   | Andreas Kron                 | AG2R La Mondiale       |
| Classements finals | Classements finals | Diego Ulissi         | Diego Ulissi              | Baptiste Planckaert   | Andreas Kron                 | AG2R La Mondiale       |